# Histoire du Maryland

Le drapeau du Maryland.

Le Maryland est l'une des Treize colonies britanniques qui se révoltent en 1776 pour constituer les États-Unis d'Amérique.

## Histoire pré-coloniale
Les premiers explorateurs européens arrivent dans la région au XVIe siècle : Giovanni da Verrazzano croise devant la baie de Chesapeake en 1524, et John Smith y entre en 1608.

## Histoire coloniale primitive

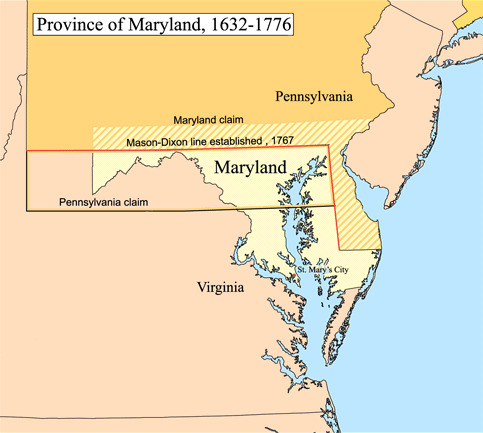
Carte de la province du Maryland.

Le Maryland est fondé par la famille de George Calvert, baron de Baltimore, qui obtint de Charles Ier d’Angleterre une charte féodale assurant des privilèges à une aristocratie pour venir de Terre-Neuve avec 300 Irlandais catholiques le 22 novembre 1633. Nouvellement converti au catholicisme, Calvert fit en sorte que la nouvelle colonie soit ouverte aux catholiques comme aux autres immigrés. Dès 1634, le premier groupe de colons était accompagné de prêtres missionnaires jésuites dirigés par le père Andrew White. Parmi les treize colonies fondatrices des 'Etats-Unis d'Amérique', le Maryland est le seul où la liberté religieuse fut effective dès son origine.
Après la mort de George Calvert en avril 1632, la charte de la colonie du Maryland fut accordée à son fils, Cecilius Calvert, second baron de Baltimore, le 20 juin 1632. Cecilius Calvert, dont le fils Charles Calvert sera gouverneur en 1720, recruta aussi des colons protestants pour le Maryland, afin de montrer que les deux religions peuvent cohabiter. Sous la conduite de Leonard Calvert, le frère cadet de Cecil Calvert, les premiers colons quittèrent Cowes, sur l'île de Wight, le 22 novembre 1633, à bord de deux petits navires, l'Ark et le Dove. Ils débarquent le 25 mars 1634 sur l'île St. Clément sur le Potomac.
Le Maryland est nommé d'après Henriette-Marie de France, l'épouse du roi Charles.

## Guerre civile britannique
Avant et après la troisième guerre civile anglaise (1649-1651), les aristocrates catholiques restés fidèles au roi Charles Ier, s’installèrent un peu partout dans les colonies, à la Barbade, en Virginie, sur l’île de Wight ou l’île de Man, où ils mobilisèrent les milices locales.
Les forces parlementaires (protestant) s’assurèrent le contrôle du Maryland en 1654 grâce à la construction d’une marine nationale plus puissante. Le gouverneur William Stone (en) partit en exil dans la colonie de Virginie. Il retourna l’année suivante à la tête des Cavaliers et marcha sur Annapolis, mais il est finalement vaincu.
Finalement, lors de ce qui est connu sous le nom de bataille des Severn (25 mars 1655), Stone fut vaincu et fait prisonnier. Il fut remplacé au poste de gouverneur par Josias Fendall (c. 1628-1687).
En 1660, la population stagne à 12 000 habitants. Elle atteint 16 000 en 1669 et 30 000 à la fin du siècle.

## Grandes plantations de tabac

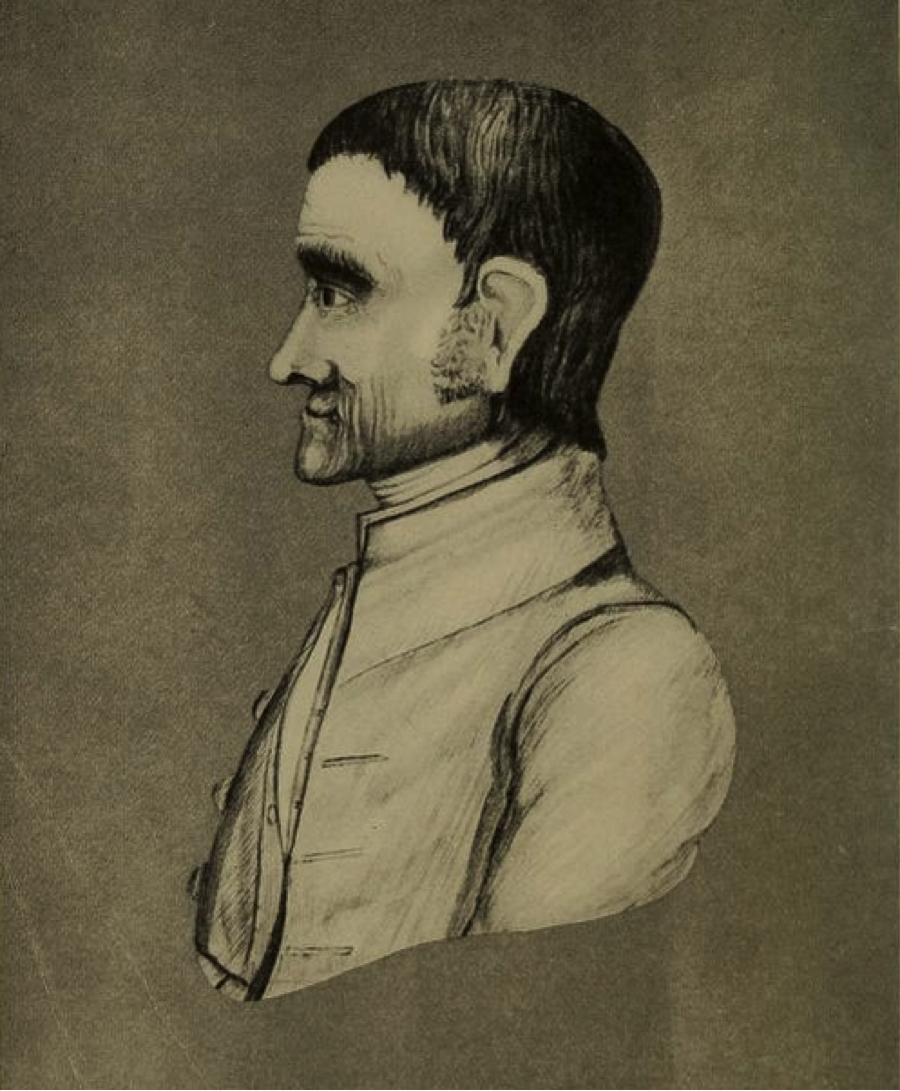
John Woolman, prédicateur quaker itinérant, voyageant dans les colonies nord-américaines, prêchant contre la conscription, les impôts militaires et l'esclavage.

L'expansion de la colonie s'effectue grâce au port de Baltimore, fondé en 1706 pour les besoins des plantations de tabac situé en Virginie et Maryland. C'est le port le plus proche des Antilles, en plein boom sucrier, qui importe alors des esclaves et du sucre. Baltimore avait l'avantage d'être plus proche des Caraïbes que d'autres ports comme New York ou Boston, ce qui réduisait les temps et coûts de transport. La plantation de la canne est essayée sans grand succès dans le Maryland, tout comme celle du coton vers 1780.
Un tiers de la population est esclave dès 1750, 40 % en 1754, essentiellement au Sud et à l'Est, près de la Virginie. Vers 1775, le Maryland compte environ 200 000 habitants, dont 70 000 esclaves et 6 000 domestiques noirs de l'aristocratie de Baltimore, ville de seulement 15 000 habitants .
L'action de John Woolman de 1746 à 1768, créé des dissensions entre protestants et catholiques. Ce prédicateur quaker itinérant, voyageant dans les colonies nord-américaines, prêchant contre la conscription, les impôts militaires, et l'esclavage, portait aux gens du Maryland les lettres des Amis de Londres. Posséder des esclaves sera jugé incompatible avec le quakérisme en 1750 . En 1783, le Maryland interdit l'importation d'esclaves (la Caroline du Sud le fera en 1803), mais il comptait encore 87 000 esclaves en 1860. En Virginie, toute proche, les hauts plateaux du Nord-Ouest, ne comptent que 15 000 esclaves contre 300 000 paysans autonomes. Mais les basses plaines de l'Est de la Virginie, proches du littoral Atlantique, comptent environ un demi-million d'esclaves.

## Guerre d'Indépendance

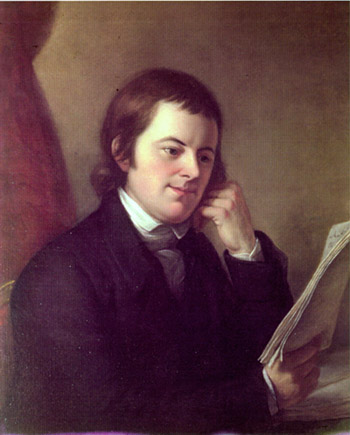
Thomas Johnson, premier gouverneur élu du Maryland après sa constitution en 1776.

Aucune des plus importantes batailles de la guerre d'Indépendance américaine ne s'est produite dans le Maryland, mais les soldats de l'État ont eu à cœur de se distinguer par leurs services à la jeune patrie en devenir. Le général George Washington s'est dit impressionné par ceux qui ont combattu dans l'armée continentale, ce qui l'a conduit à donner le nom de "Old Line State" au Maryland, resté comme l'un des deux surnoms officiels du Maryland. Le Congrès Continental s'est réuni brièvement à Baltimore du 20 décembre 1776 au 4 mars 1777. John Hanson, venu du Maryland, a servi ensuite comme président de 1781 à 1782, étant la première personne à servir comme président du Congrès constitué officiellement. À l'indépendance des États-Unis, comme New York, Boston et Philadelphie, Baltimore accueille l'une des 4 bourses des États-Unis, même si Philadelphie puis New-York vont tirer leur épingle du jeu financier.

## Baltimore menacée par le Canal Erié
La guerre finie, Baltimore reprit son fructueux commerce extérieur vers les Caraïbes et l'Amérique du Sud, notamment ses exportations de farine. En 1825, au moment de l'ouverture du canal Érié reliant New York au lac Érié, les environs de la Baltimore comptaient près de 60 moulins et Baltimore devint la seconde plus grande ville des États-Unis. Afin de contrer la menace que pouvait représenter ce tout nouveau canal Érié, un important réseau de communication fut construit au départ de Baltimore, composé par exemple de la National Road ou des chemins de fer de la Baltimore and Ohio Railroad.
En 1851, Baltimore acquiert le statut de « ville indépendante » après sa séparation avec le comté de Baltimore, mais l'expansion rapide des villes du Nord fait qu'elle n'est plus parmi les grandes cités américaines, tout en restant un grand port, par lequel transitent de nombreux immigrants, en particulier ceux de langue germanique.

## Guerre de Sécession

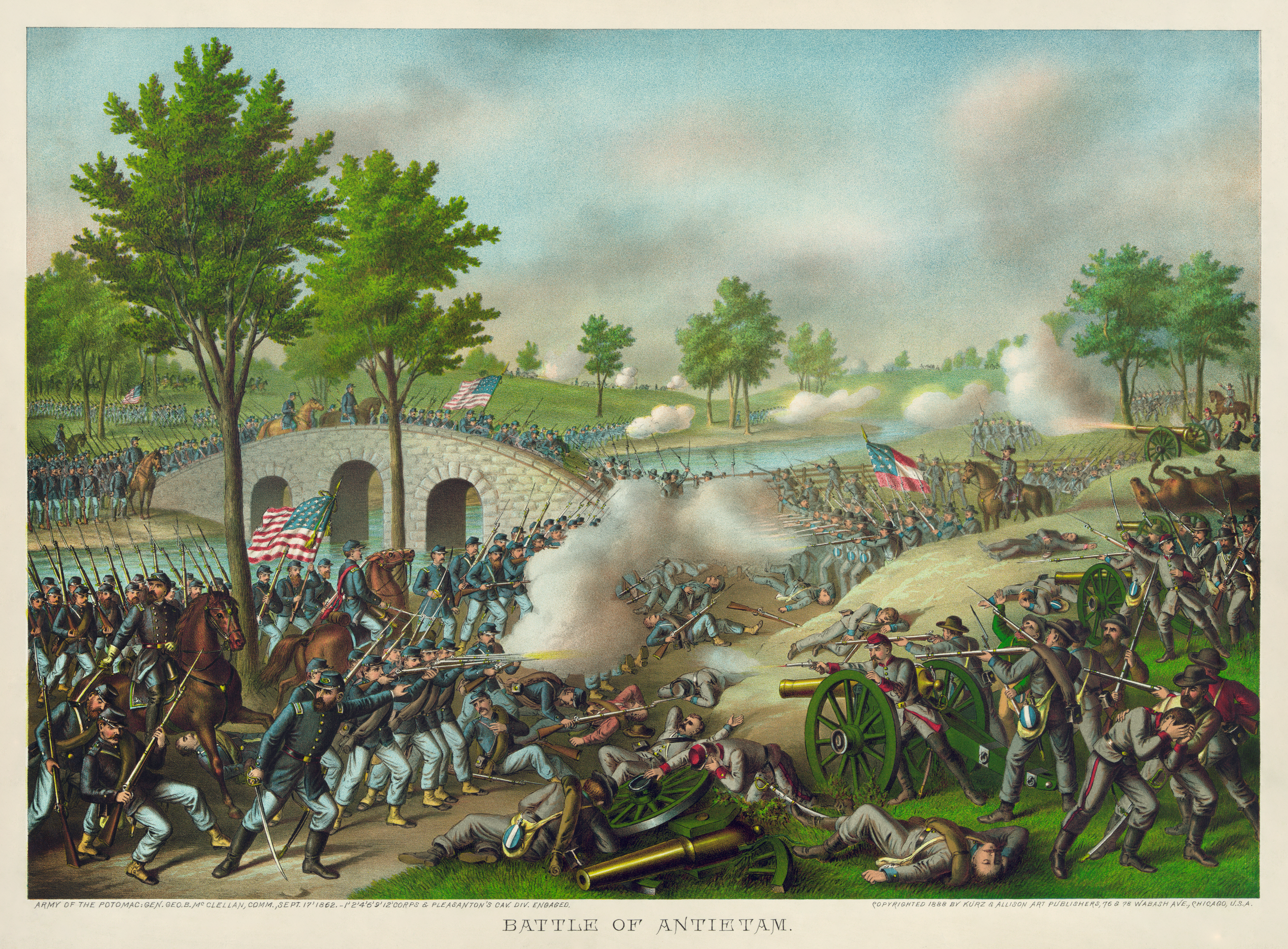
La bataille d'Antietam, la plus sanglante de la guerre, a eu lieu dans le Maryland.

En 1860, les planteurs de coton et de tabac étaient minoritaires chez les 687 034 blancs de l'Etat. La position stratégique du Maryland, entre les deux factions et à proximité de la capitale fédérale, Washington, en fait l'un des enjeux majeurs de la guerre de Sécession. Le Maryland fut l'un des cinq États frontaliers à rester membre de l'Union et ne pas rallier la Confédération, bien qu'étant esclavagiste. Cette neutralité a été préservée principalement grâce au gouverneur Thomas Holliday Hicks, qui refuse la sécession malgré ses propres sympathies pour le Sud. Parmi les citoyens du Maryland, près de 60 000 s'engagent dans l'armée de l'Union, tandis que 25 000, soit plus de deux fois moins, rejoignent les rangs des Confédérés.
L'armée confédérée, dite armée de Virginie du Nord, envahit le Maryland, forte de 40 000 hommes avec une artillerie relativement ancienne, commandée par le général Robert E. Lee. Un soldat de l'Union découvre par hasard ses plans de bataille dans une boîte de cigares abandonnée dans une prairie, mais les nordistes ne parviennent pas tout de suite à l'utiliser. Le 17 septembre 1862, la sanglante bataille d'Antietam met un terme à la première tentative d'invasion du Nord par le général sudiste Robert Lee et permet au président de l'Union Abraham Lincoln de publier la Proclamation d'émancipation. L'esclavage est aboli au Maryland en 1864, avec l'adoption d'une nouvelle constitution par une très faible majorité du vote populaire.

## De la guerre de Sécession à la Première Guerre mondiale
Après la guerre, l'influence nordiste s'est affaibli, et une autre constitution fut adoptée en 1867 sous un nouveau régime dominé par le parti démocrate. L'état crée un système scolaire financé par impôts fonciers.

## «Grand incendie» de Baltimore de 1904

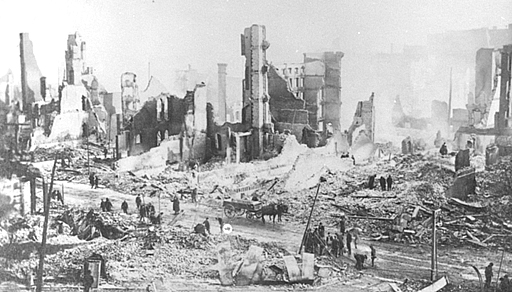
Après le "Grand incendie" de 1904

Le feu fit rage dans Baltimore à partir de 10h48 le 7 février 1904. Il a brûlé plus de 30 heures, causé cinq morts, détruisant 1526 bâtiments et 70 pâtés de maisons. Plus de 1231 pompiers ont travaillé pour le mettre sous contrôle, pendant plus d'une journée, en raison du manque de normes en équipement anti-incendie. Bien que les camions de pompiers des villes voisines (comme Philadelphie et de Washington, ainsi que des unités de New York, Wilmington, et Atlantic City) aient répondu à l'appel à l'aide beaucoup furent inutiles parce qu'incapables d'utiliser les bouches à incendie, faute d'équipement adapté. À la suite de l'incendie, Baltimore a finalement adopté un code du bâtiment de la ville après dix-sept nuits d'audiences et de plusieurs avis du conseil municipal. La ville fut reconstruite en utilisant des matériaux plus résistants au feu, tels que granit pavés. Mais entre-temps, 35 000 personnes se sont retrouvées au chômage.

## Seconde moitié du XXe et début du XXIe siècle
Baltimore tira profit de l'économie de guerre des première et deuxième guerres mondiales. Sa population atteint un pic en 1950 avec 949 708 habitants : elle est alors la 6e ville la plus peuplée des États-Unis. En 1952, les moitiés est et ouest du Maryland ont été reliés pour la première fois par le « Chesapeake Bay Bridge », un pont géant qui a remplacé le traversier jusque-là en service, dopant le trafic touristique et suscitant un boom de la construction. Puis un grand tunnel a permis aux automobilistes de contourner le centre-ville de Baltimore. La population de la ville n'a par la suite cessé de décliner, notamment à cause du départ d'une partie des habitants du centre-ville vers les banlieues et de la désindustrialisation massive qui s'opéra lors de la seconde moitié du XXe siècle aux États-Unis. Le pourcentage relatif de la population noire de la ville passe de 23,8 % en 1950 à 46,4 % en 1970. Comme dans d'autres villes du pays, des émeutes éclatèrent en avril 1968 à la suite de l'assassinat de Martin Luther King, obligeant l'armée à intervenir. Un total de 11 000 gardes nationaux du Maryland et troupes fédérales est nécessaire pour rétablir le calme.
Les électeurs du Maryland se sont prononcés pour la légalisation du mariage homosexuel le 23 février 2012.